# 祝!(ハピ☆ラキ)ビックリマン
『祝！（ハピ☆ラキ）ビックリマン』（ハピ ラキ ビックリマン）は、「ビックリマンシリーズ」のアニメ作品。テレビ朝日にて2006年10月15日から2007年9月30日まで、毎週日曜6:30 - 7:00の時間帯で全46話が放送された。

## 概要
ロッテのシール付き菓子シリーズ『ビックリマンひかり伝』を基にして、ビックリマンシリーズ最古の時代を描いている。これまでのシリーズに登場した舞台や人物の原型などを多数登場させ、そのルーツを明かしていくなど『ひかり伝』の特徴をそのままに反映している。また、アニメ『ビックリマン』の主人公たちがメインキャラクターとして登場するという演出が散りばめられている。
メインキャストや制作スタッフは前番組『ガイキング LEGEND OF DAIKU-MARYU』を一部踏襲した形態をとっている。
『ガイキング LEGEND OF DAIKU-MARYU』から継続する形で本編終了後にはおまけコーナーがあり、1話から21話までは十字架天使が占いをする「ラッキーシール」、22話からは十字架天使が視聴者からの質問に答える形でミニコントを展開している（質問コーナーは当初、ホームページで視聴者からの質問を受け付けてそれに答える予定だったが、結局質問を受け付けるシステムはできなかった）。なお、これらのコーナーはDVDにも収録されている。
本放送中には時限クイズコーナーが展開。携帯サイトにアクセスし、毎週出題するクイズに連続正解すると、抽選で番組限定のシールが貰えた。

## ストーリー
お守りの世界「まとば」で平和に暮らすゲンキとジェロのもとへ、ある日不思議な七つの光が降り注ぐ。はるか未来からやって来た天使たち、ヤマト王子と十字架天使、そして謎の亀。ゲンキたちはヤマト王子たちに協力し、七人の若神子の結集と真白域への到達を目的に旅をはじめた。

## 主要人物
聖光（せいひかり）ゲンキ→真・聖光ゲンキ
声 - 木内レイコ
本編の主人公であるお守り。青色の髪に青緑の瞳と抜群の運動神経を持つ元気な少年。食いしん坊でかわい子ちゃんが大好き。非常に前向きで底抜けに明るい性格であり、口癖のラッキーが力の源であり凄まじいプラス思考の持ち主である。だが、親友のジェロがいないと不安で堪らなくなる一面も。芭蕉扇で風を起こして必殺技を繰り出すことができる。振り回すと「ビックリシタナー猛風」、扇の青い方で振ると「ヨーロレ冷風」、赤い方で振ると「ドレミファ温風」となる。
ジェロを除いて仲間全員に独特のあだ名をつけている。
悪魔たちとの激闘の末に「真・聖光ゲンキ」へのパワーアップが可能となる（1度目は七因王の天児スサノの力を借りて、それ以降はセブンシールドを呼び出すことで、最終的には自分の意思でパワーアップを可能とする）。必殺技も魔の力を取り去る「聖光ビックリシタナー猛風」へと強化され、さらに超高速で移動できる「元気動」を使うことができる。またセブンシールドを芭蕉扇で打ち鳴らすことにより、聖なる音の衝撃波で乱れた時空を正したり、魔の力を排除したりもできる。この効果は、セブンシールドと聖ラー真盤を合体させることで、より強力になる。
旅を終えた後は、旅の仲間たちと共にまとばで暮らしている。
聖太子（せいたいし）ジェロ→聖昇女ジェロ
声 - 園崎未恵
ゲンキの親友であるお守り。茶色の長髪に緑の瞳を持つ。ゲンキとは対照的に丁寧な性格で、常に誰に対しても敬語だが、極度の潔癖症でもあり、周りが散らかっていたり、不潔なことが大嫌い。ゲンキがいないと潔癖症が暴走し、まわりに迷惑をかけることがよくある。「カンペッキー」が口癖。
発明が得意で、何かあると「かんぺっ機○○号」（番号は順不同）という機械を自作するが、不具合が生じることが多い。気持ちが高ぶると「聖ラー真盤」が発動し、普段とは見違えるような閃きを発揮することができる。また、聖ラー真盤は防御壁としても使うことができ、真白域へ向かう船「大飛び岩」の操舵を担う力も秘めている。
中性的性質をもって誕生しており、男でも女でもないが、当人は男の子と思い込んで生活していた。だが、その容姿から女の子と思われやすく、それを気にしていた。そのため、騎神アリババに告白されたことがある。物語開始前から潜在性の大きさに気付いた超聖神ディアナが自らの後継者として選出している。そして最終決戦で「ゲンキを好きだ」という思いを開放させ、一時的にまとばを束ねる女神・聖昇女ジェロとして成長を遂げ、ゲンキと想いをぶつけ合い一つになって超聖ジェロニクスゲンキとなった。旅が終わった後は再び元の姿へと戻っている（本人いわく、まだ女の子にはならないとのこと）。
ヤマト王子→ヤマト神帝
声 - 草尾毅
『ビックリマン』の主人公で、若神子のリーダー。詳細はヤマト王子を参照。
十字架天使→クロスエンジェル
声 - 池澤春菜
『ビックリマン』の登場人物で、遠い未来から亀と一緒にまとばへとタイムワープしてきた天使の少女。普段はおっとりとした優しい性格だが、スケベなことをされたりすると、怒って怪力を発揮するなど一行を驚愕させることがある。また、恋愛事に対しては敏感で妄想癖がある。語尾に「〜（です）の」とつけて喋る。
マクロシールによって悪魔に変えられた天使やお守りをマシロシール（十字架天使はよい子ちゃんシールと呼ぶ）付きの弓矢で元に戻すことができる。まとばへ来る前はクロスエンジェルの姿だったが、若神子たちと同じく時空を超えた影響でパワーアップ形態と記憶を失ってしまい、まとばへ来る前のことはほとんど覚えていない。旅を続けるうちにヤマト王子に惹かれていく自分の気持ちに戸惑っていたが、聖フェニックスの理力でクロスエンジェルに変身した際、わずかに過去の記憶を、ヤマト王子を好きだったことを思い出した。クロスエンジェル時の武器は「黄金クロス砲」。「強力真っ白まじめ光線」を発射し、マシロシールがなくとも複数の悪魔を同時にマシロ化することができる。ゲンキには「十字架ちゃん」と呼ばれている。
亀（スーパーゼウス）
声 - 八奈見乗児
天聖界ヘッドである全能の神。詳細はスーパーゼウスを参照。
光動鬼ウルフライ
声 - 島田敏
強い側につくのがモットーのあくどい商売をしているお守り。常に金儲けを考えていて、裏切ったり、嘘をついたりと卑怯な性格だが、面倒見がよかったりと憎めないところもある。最初は金儲けのためのカモにしていたゲンキたちと旅をして触れ合ううちに、金儲け主義の考え方が変化していく。
非常に女好きで、行く先々で美女を見つけては「○○年に一度の相手」と口説いている。元彼女の聖モイラッキーだけは価値観が合わず苦手に思っていたが、最終的には聖モイラッキーとよりを戻している。裏切ったり、何か企んだりしている時に「ペロリ〜ン」と口癖が出る。最終話ではゲンキたちが住んでいる村に住み着いている。

## 現在の登場人物
『ビックリマン』の創世記である最も古い時代の住民たち。それぞれが未来に登場する人物たちの祖先であり、彼らの身に何か起きた場合、未来が大変なことになる。この世界を正常化するためには、七因王の封印を解き、大ソライ塔を修復する必要がある。

### まとば
真白域と真黒域の間にできた中立地帯。お守りが多く暮らしている。後の世の表層界と関連のある地域。真白、真黒双方のエネルギーの影響を受けている。

#### 新守
聖光ゲンキ
主要人物を参照。
聖太子ジェロ
主要人物を参照。
超聖（ちょうせい）ジェロニクスゲンキ
声 - 木内レイコ
ジェロとゲンキが互いに思いを打ち明け一つとなる道を選び、その力を融合させた存在。超空間を消滅した後に融合を解除し、元の二人へ戻った。

#### お守り
光動鬼ウルフライ
主要人物を参照。
気光子氷ミコ
声 - 小桜エツ子（現・小桜エツコ）
真黒域の女幹部。聖フェニックスを人質に取ることで一本釣帝とピーター神子を真黒域側に引き込み、若神子同士を戦わせようとする。サタンマリアの先祖にあたり、理力と魔力両方を扱うことができる。幼少時はお守りらしい容姿をしていたが、親友を助けるために空を飛ぼうとした際に悪魔の翼が生え、それを見た親友に逃げられる。ショックを受け住んでいた村を飛び出すが、その容姿のせいでどこでも蔑まされるという過去を持つ。そのトラウマをスーパーデビルに利用され、サタンマリアを召喚する際の依代にされた。また、最終決戦では体に埋め込まれた魔魂球のかけらの影響で、ワンダーマリアに似た超悪魔「W氷ミコ」へと強制変化させられる。
マクロ側に所属していた頃は子供らしい無邪気さと悪意が入り混じった性格だったが、本来は友達思いの優しい性格をしている。ゲンキと出会って「みんなで笑うことがハピラッキー」と教えられてからは、徐々に本来の自分を取り戻し悪行を続けるマクロ側と決別していく。初地層での戦いで過去のトラウマを払拭してからは、ゲンキたちに仲間として迎えられ、聖フェニックスや若神子たちとも和解した。ゲンキからは「ヒミヒミ」と呼ばれている。最終話ではネロクイーン同様、ゲンキたちが住んでいる村に住み着き、ゲンキ、ジェロと一緒に行動している。
ニャンニャンチアリーダーズ
かめ助（声 - 永島由子） / 鐘助（声 - 中原麻衣） / 芸助（声 - 松本桜） /  助士すいさい（声 - 中友子 ※15話は浅野真澄） / 珍カーベル（声 - 齋藤彩夏→小林由美子 ※14話は小松里歌）
お守りの少女たちが結成したチアリーダー。初期はモンモンタイム時のみ登場していたが、21話で正式登場を果たす。その後もニッコリー温泉編のミニコーナーである「あの人は今？」ではリポーターを務めたりもしている。

#### 七因王
未来において神帝たちの祖先に当るマトバの守護者たち。クロノズーによって大ソライ塔に封印されていた。
天児（あまのこ）スサノ
声 - 草尾毅
「動」因子を持つ、ヤマト王子の先祖（ルーツ）。亜魔岩戸ゴロを退治し、天児の里に平和をもたらした英雄。ある日石像を残して姿を消したが、レインボル大瀑布での戦いにてゲンキのピンチに現れ、ゲンキをパワーアップさせた。また、ヤマト王子に話しかけ、アドバイスを与えたりもしている。大ソライ塔の初地層の頂上、黒い森の中心、ひときわ高い木の根元の深い洞穴の中に封印されていたが、ゲンキたちの活躍により解放された。
天登（ヘブンクライマー）男ジャック
声 - 田中真弓
「遊」因子を持つ、天子男ジャックの先祖。大ソライ塔の承火層に封印されていた。大飛び岩の管理をしていた。
騎神子（きじんし）アリ
声 - 小林由美子
「夢」因子を持つ、騎神アリババの先祖。大ソライ塔の結空層に封印されていた。第43話で他の地層から戻ってきた若神子たちも全員合流した。
鞍馬天子若（くらまてんしわか）
声 - 置鮎龍太郎
「霊」因子を持つ、牛若天子の先祖。やはり無口である。大ソライ塔の結空層に封印されていた。第43話で他の地層から戻ってきた若神子たちも全員合流した。
男一本（だんいっぽん）ドッコ
声 - 千葉一伸
「界」因子を持つ、一本釣帝の先祖。やはり土佐弁でしゃべる。大ソライ塔の起水層に封印されていた。第43話で他の地層から戻ってきた若神子たちも全員合流した。
聖（セント）ナイトロビン
声 - 優希比呂
「豊」因子を持つ、魯神フッドの先祖。大ソライ塔の転風層に封印されていた。第43話で他の地層から戻ってきた若神子たちも全員合流した。
聖星（セントスター）ピエトロ
声 - 雪野五月
「光」因子を持つ、ピーター神子の先祖。大ソライ塔の起水層に封印されていた。第43話で他の地層から戻ってきた若神子たちも全員合流した。

#### 聖獣
聖（セイント）ズー / シロロ
声 - 前田愛
全ての時空を駆ける、まとば世界の聖なる狛犬。小さい頃のゲンキとジェロのもとへ降って来て、ゲンキの額に星マークをつけた。ゲンキに白いから「シロロ」と名付けられ二人に飼われていたが、突然現れた宙魔シヴァヘラからゲンキとジェロを守るため消えていった。その際ゲンキにひかりセブンのペンダント、ジェロに星マークのペンダントを残す。また、7人の若神子を未来から導いたのもシロロである。

#### 天使
聖モイラッキー
声 - 斎藤千和
ウルフライの元恋人。一見可憐な少女だが、過激な攻撃性を秘めている。瞳には男を萌え萌えさせる力があり、その瞳に魅入られたウルフライがナンパをして結婚を申し込んだ。後に本性に気付いて逃げ出したウルフライを、執拗に追い回し嘘つきな悪性を更生させようとしていた。
聖天テラ
声 - 福圓美里
天児の里の巫女。聖なる白き光を感じる力を強く持っており、ディアナよりマシロードの案内役を任された。ゲンキのことが好き。
聖英ナポネロン
声 - 橋本晃一
レインボル大瀑布を守る大天使。聖英ナポネロンに真の英雄と認められた者だけがレインボル大瀑布を越え、風のエリアから次のエリアへ行くことができる。英雄と認めてもらうためには、まず聖英ナポネロンの名をカッコ良く叫び、次に自己紹介をして彼に認められなければならない。ゲンキたちは全員ドジ属性だったため、なかなか認めてもらえなかった。
大きりえ師
声 - 龍田直樹
ヘルリストの持っていた古文書に宿っていた天使。全ての空間を越えた存在。ゲンキたちに大ソライ塔の秘密を教えた。

#### 悪魔
魔導ヘルリスト
声 - 石塚運昇
ウルフライの師匠である悪魔。クロノズーに匹敵する実力者と思われていたが、実は気の弱い小型の悪魔。伝説の大ソライ塔に似せた城に住み、クロノズーの声真似をして大物風を吹かせていた。ハッタリがバレてからは、縄張りも他の悪魔に占領されてしまい、ウルフライにも「ヘル公」と呼ばれ立場が逆転してしまった。城が崩壊してからはネロクィーンやウルフライと共に行動している。

#### ラッキーセブン
吉福神
声 - 阪口大助
ゲンキにラッキーなことが起きると胸のひかりセブンのペンダントが光り、吉福神が降臨する。宝船を抱えており、船には七福士が乗っている。泥棒風の髭を非常に気にしており、馬鹿にされると激怒して雷を落とす。
七福士
吉福神の船の中に住んでいる七人の神。それぞれが吉福神の選んだラッキーカラーにより一日一回登場する。
弁財アキ
声 - 田中真弓
意味不明な歌を歌うが、実は彼女の歌声にはあらゆる人を活性化させる力がある。本作のエンディングテーマも担当している。若い頃は「下町のプリンセス」と呼ばれていた。実は離婚歴があり、早く再婚したいと思っている。ラッキーカラー「パープル」。
福禄キョク
声 - 鈴木琢磨
敵の弱点を指し示したり、どんな球（矢）でも百発百中にさせる。シャイな性格なため影から応援することも。ラッキーカラー「ホワイト」。
寿老ヒャク
声 - 竹本英史
パワーを与えて何かをヒラメかせたり、眠っている力を解放したりする。ラッキーカラー「グリーン」。
大黒テンアン
声 - 竹本英史
堕落した悪魔の心を精神的に攻め立て改心させる。ラッキーカラー「ブルー」。
夷ヒルコ
声 - 鈴木琢磨
もっている釣竿で何かを吊り上げ、皆を良い流れに乗せていく。ラッキーカラー「オレンジ」。
毘沙タモン
声 - 梁田清之→鈴木琢磨
相手を盾でぶんなぐると防御力上昇、槍でつつけば攻撃力が上昇する。ただ、非常に痛い。ラッキーカラー「レッド」。
布袋プー
声 - 竹本英史
何をもらえるかはわからないが、工夫すれば何かに使えるアイテムをもらえる。ラッキーカラー「イエロー」。

### 神々の世界
超聖神と呼ばれる神々が統治する世界。現在、二人の神々の勢力によって分断化されている。

#### 真白域
超聖神ディアナの統治する「真白き世界」。世界の全てが白く、天空に浮かぶ城のように天へそびえている。
超聖神ディアナ
声 - 西原久美子
白い世界「真白域」を治める超聖神。一見すると優しく暖かい笑顔の女神だが、マクロに対しては根絶を目論むなど容赦のない冷酷な一面も持つ。ディアナの肩にある鳥形のマスク（シャドーマスク）は、戦闘時には顔面を覆い、戦闘形態（白鳳凰有機体）になる。話す時に「スパーン」「シャキーン」などの擬態語を使う。
クロノズー同様全世界のマシロ化（マクロ因子の根絶）を目指し、マシロ側の最終兵器「キラキラットスター」を制御するために若神子たちを真白域へ導こうとしていた。まとばにある謎の壁画に若神子に混じってジェロとゲンキが描かれているのはディアナの意思であり、真白域への導き手として自ら選出した。
クロノズーとも直接対決したが、マシロとマクロの戦いが全世界を破滅させる超空間を生んでしまったことに気づき、ゲンキとジェロによって世界が救われた後は、マクロ側との休戦に合意する。
アニメ化されていない『ひかり伝聖魔十戒』では「アネナディア」と呼ばれる姿に変身している。
超聖使
ディアナに仕える腹心たち。アニメ本編では触れられていないが、原作の『ひかり伝』では真黒の影響から光を失い、曼9聖と呼ばれる存在（『ビックリマン』と『新ビックリマン』に登場する創聖巡使や創聖使の先祖）に変容してしまう。
超聖使レッドムガルP
声 - 増谷康紀
狐のような外観の超聖使。聖梵ムガルのルーツ。
超聖使ミログリーンP
声 - 置鮎龍太郎
「んだんだ」「〜べな」といった田舎風の言葉で喋る超聖使。聖梵ミロクのルーツ。
超聖使ブルーインカP
声 - 鈴木琢磨
オウムのような外観の超聖使。他の超聖使が言ったことを真似して喋ったり、ポロリと本音を漏らしてしまうことも。聖梵インカのルーツ。
配下
森聖タピフォー
声 - 増谷康紀
まとばの外の宇宙でマクロ軍と戦うディアナの配下。
天舞ホワイトイカロス
声 - 伊藤健太郎
マクロ軍と戦うディアナの配下の一人。宇宙での戦いにはホワイトイカロス号に乗って臨む。幻子テンマは彼の部下である。氷ミコに翼を切られてまとばに墜落するが、ゲンキたちの力を借りて再び戦線へ復帰した。最終話では翼が元に戻っている。

#### 真黒域
超聖神クロノズーの統治する「真黒き世界」。世界の全てが黒くくすみ、地底世界のような趣を持つ。
超聖神クロノズー
声 - 石塚運昇
黒い世界「真黒域」を治める絶対なる存在。魔妃ネロクイーンにマクロシールを与え、若神子の討伐を命じる。大ソライ塔を崩壊させ、全世界のマクロ化を目論む。「ズッドーン」「バーン」など話すときに擬態語を用いるのが特徴。
手にした筆で空中に書いた絵を実体化させることができる。それにより、自分の分身をまとばに送り込んだり、スーパーデビルの魂を入れるための体を実体化させたりする。
実はスーパーゼウスの先祖であることが判明。最終決戦にてマシロとマクロの争いが全世界を破滅させる超空間を生んでしまったことに気づき、ディアナに休戦を申し入れる。
超聖使
超聖使シアントラス
声 - 竹本英史
語尾に「〜でゴワス」とつけて喋る超聖使。頭部が宇宙のような外観をしている肉体派。失敗続きのネロクィーンを見限らず、何かと面倒を見るなど情に厚い性格。最終決戦にてBM大魔星の起動を任され、命を落としかけたがネロクィーンたちに助けられ、九死に一生を得る。
超聖使マゼンタレイア→聖クィーンタレイア
声 - 柳沢三千代
語尾に「〜（です）ワン」とつけて喋る仮面を付けた女性の超聖使。武器に花びらを使う。ディアナの密偵という正体を明かすまでは、ゲンキたちのピンチを陰ながら救っていた。最終決戦にて二人の超聖神に仕えた立場から二人の真意を洞察し説得。争いを続ける超聖神たちの和解に一役買う。最終話ではマシロ側に戻っている。『ビックリマン』に登場する愛然かぐやのルーツであり、『ルーツ伝』で愛然タレイアに変身を遂げている。お守りの存在に近い立ち位置。
超聖使イエロス
声 - 鈴木琢磨
多色の体を持つ超聖使。4本の腕は切り離し可能で、帯のように広がり相手を捕縛することができる。天使やお守りを悪魔に変える力を持つ。表面上は軽い性格だが、事が自分の思い通りにならないと冷酷残忍な面が露出する。外国人風の言葉で喋り、語尾に「デ〜ス」「イェ〜イ」とつけるのが口癖。天児スサノとヤマト神帝のW攻撃を受け戦線離脱した。

配下
魔妃ネロクイーン
声 - 沢海陽子
『ビックリマン』の魔肖ネロおよび『新ビックリマン』の内裏ネイロスの先祖である、化粧が濃い目のオバサン悪魔。天使やお守りを誘惑し、マクロシールで悪魔に変える。作戦の着眼点は良いが、成果に結びつかず失敗を重ねる。上司のクロノズーに見限られかけているが、それでもめげずにクロノズーに好意を寄せていた。ウルフライのことは邪険に扱っているがそれなりに気になる存在であるらしく、男らしい格好をしたジェロを「ダーリン」と呼んだりと恋愛に忙しい。聖フェニックスと出会ってからは彼の虜になり、何とかフェニックスの気を惹こうと一途にアプローチを続けている。
ゲンキたちと旅の中で色々やりあっているうちに、次第にゲンキたちの仲間のような感じになっていった。また、ゲンキたちのピンチを救おうとするなど情にもろい所がある。ウルフライ、ヘルリストとはいつの間にかトリオになり、「3バカ」の呼び名が定着してしまった。
部下思いなシアントラスを尊敬しており、BM大魔星の犠牲になりかけたシアントラスをヘッドロココたちと共に救った。
シールでは太目でピエロのような鼻を持ち肌が桃色という姿をしているが、アニメではこの姿は魔力を蓄積させた魔赤球を鼻につけてパワーアップした姿とされている。また、アニメでは通常は白い肌になっており、体型もそれほど崩れていない。
最終話ではゲンキたちが住んでいる村に住み着いている。
魔弾ラミバッカス
声 - 松野太紀
ネロクィーンの部下で、真黒域に沢山いる悪魔。一体が分身して登場することもある。語尾に「〜っす」とつけて喋りあっていることがある。
宙魔シヴァヘラ
声 - 増谷康紀
クロノズーより聖フェニックスの捕獲を任された悪魔。小さい頃のゲンキとジェロの前にも現れ、シロロを始末しようとした。語尾に「〜ッヒ」とつけて喋る。未来の悪魔たちを扇動し、一行に再三襲いかかる。最後は、イエロスがクロノズーから授かった超魔波動を与え巨大化して暴れるが、覚醒したヘッドロココに阻まれ、セブンシールドでどこかへ飛ばされてしまった。
万華鬼
声 - 小野坂昌也
かつて七因王を封印した悪魔。近くにいるだけで七因王の動きを封じてしまう。体を破壊されても断片さえあればより強くなって再生する能力を持つ。ゲンキと氷ミコにより倒され復活を目論んでいたが、大きりえ師により異空間の狭間へ封印された。

## 未来の登場人物
はるか未来の世界の住民たち。過去の世界であるまとばにタイムワープしたが、ほとんどが時空移動の影響で記憶喪失になっている。
時期的に天聖界を抜けた後であるが、肉体を持つ者は影響でパワーアップ前の姿に戻ってしまい、魂のみでやってきたものは別の生き物の体を間借りしている。

### 天聖界

#### 天使（未来）
スーパーゼウス
主要人物を参照。
シャーマンカーン
声 - 永井一郎
スーパーゼウスを補佐する全情の神。育ての親であり、同時に親友でもある。天聖界の賢者で、様々な古文書を解読し、アドバイスを与える。未来の天聖界にいるが、時空通信装置を使ってホログラムでまとばに飛来し、七因王の封印を解く方法と聖フェニックスがヘッドロココになるためのヒントを与えた。その後、ジェロが作った未来との通信機の試作品で再び登場し、天児スサノの居場所を教えた。
聖フェニックス→ヘッドロココ
声 - 高戸靖広
8人の若神子を次界に導き、新たな世界を創造する使命を持った天使。若神子たちのように肉体ごと時空を超えると記憶を失うが、彼だけはあらゆる時空の干渉を受けない。気光子氷ミコにより水晶に封印されてしまっていたが、セブンシールドにより封印を解かれ解放された。
まとばへ来る前はヘッドロココの姿だったが、長期間水晶に閉じ込められていたため、パワーダウンしていた。理力が回復した後も、争いを好まない性格がヘッドロココへの覚醒を妨げていたが、仲間を傷つけられたことで怒りが高まり、聖戦衣化の姿を経てヘッドロココの姿を取り戻すことができた（平常時は聖フェニックスの姿）。ゲンキには聖フェニックス時は「フェニ様」、ヘッドロココ時は「ロコ様」と呼ばれている。
最終話では、スーパーゼウスと同じくまとばでの記憶が残っている彼は、未来においてゲンキたちとの絆が神帝たちの中で確かに息づいていることを実感する。
十字架天使→クロスエンジェル
#主要人物を参照。

#### 若神子
聖フェニックスと共に旅を続ける天使。時間移動の際に祖先の影響を受け、旧シリーズと一部性格が変わっている。
ヤマト王子→ヤマト神帝
主要人物を参照。
天子男ジャック→神帝男ジャック
声 - 田中真弓
助っ人稼業を続けながら旅をする若神子。天登男ジャックの影響でキザな性格になっている。口が悪く、自信過剰で意地っ張りな性格だが、根は優しく面倒見もいい。何でも一人でできるという強さが逆に記憶の覚醒を妨げ、最後まで若神子と判明していなかった（正体に気付いていたのは亀のみ）が、他の若神子の姿を見ているうちにようやく自分が若神子と自覚し、覚醒することができた。
武器は「遊弦棒」。必殺技は「聖コインつぶて」。神帝時の武器は結晶化の力を持つ「遊晶剣」。神帝になった時に相手を結晶化する理力を持っていたため、聖フェニックスを封印した犯人かもと疑われてしまった。ゲンキには「ダンさん」と呼ばれている。
騎神アリババ→アリババ神帝
声 - 小林由美子
元盗賊の若神子。騎神子アリの影響で疑り深い性格になり、誰も信じられず引きこもっていた。お守り・豆ツル子の優しさで心を開いたかに見えたが、結局疑り深い性格は治らず、時折人間不信属性を覗かせている。魯神フッドとコンビになって若神子を捜していたが、彼の買物に付き合わされたりネコグッズを持たされたりしていた。
実は密かにジェロに思いを寄せていたが、このことを唯一知るフッドに事あるごとにからかわれる。43話にて思い切って告白するが、玉砕し号泣した（質問コーナーによればジェロと団地で暮らすことが夢だった）。
武器はどんな扉も開くことができる「聖夢剣」。神帝時の武器は魔の力を反射することができる「夢鏡剣」。ゲンキには「アリリン」と呼ばれている。
『ビックリマン』の歴史では超悪魔渦重合（ウルトラデビルうずじゅうごう）の魔穴（デビルホール）に吸い込まれて一度命を落とすはずだったが、未来への帰還後、心の奥に残ったゲンキたちとの絆に支えられて生還。本来の歴史を少しだけ変化させる結果となる。
第43話で他の地層から戻ってきた若神子たちも全員合流した。
牛若天子→牛若神帝
声 - 置鮎龍太郎
無口な若神子。鞍馬天子若の影響で、ゲンキたちには無口な性格だと誤解されているが、口内炎や喋る時に舌を噛んでしまう癖が災いしているだけで、本当はゲンキたちと話したくて仕方がない（話せない間は筆談で会話）。秘薬「イガイガ丸」で口内炎と記憶喪失が治り、念願の長話ができるようになったが、あまりの激しい変わり様のせいで他の若神子たちからニセ者だと怪しまれ、結局は薬の効き目が切れてまた喋れなくなってしまっている。
武器は悪魔の力を奪う「聖笛」。神帝時の武器は水の力を操る「聖水剣」。ゲンキには「ウッシー」と呼ばれている。
第43話で他の地層から戻ってきた若神子たちも全員合流した。
一本釣帝→一本釣神帝
声 - 千葉一伸
ワイルドでダンディな海の若神子。男一本ドッコの影響で土佐弁でしゃべる。一人称は『ビックリマン』での「俺」から「アッシ」に変わっている。記憶が残っており自分を若神子と知っていたが、気光子氷ミコに若神子の中に聖フェニックスを封印した裏切り者がいると思わされ、聖フェニックスのためにゲンキたちと敵対していた。若神子を全員捕まえて聖フェニックスの封印を解こうとするが、後に騙されたと知り仲間に武器を向けたことを激しく後悔し、一時は自暴自棄になる。しかしヤマト王子たちの励ましで立ち直り、罪滅ぼしに未来から来た悪魔を追い払い、フェニックスを助けた後に彼らのもとへ戻ることができた。
武器はどんな獲物も釣り上げる「聖フック」。神帝時の武器は聖なる雫を放射する「聖雫剣」。ゲンキには「釣ぽん」と呼ばれている。
第43話で他の地層から戻ってきた若神子たちも全員合流した。
魯神フッド→神帝フッド
声 - 優希比呂
猫オタクの若神子。一見クールで颯爽として見えるが、聖ナイトロビンの影響で、猫を見ると我を忘れてムッハ〜と悶え狂ってしまう。本物の猫を飼うと何も手につかなくなってしまうことを恐れ、何とか猫グッズで我慢しているが、旅に出た後も猫グッズを買い漁っている。その反面、アリババの弱みを握るなど策士な面も持つ（そのため彼も、ジェロを女だと勘違いしていた）。
武器は魔気を封じ込める「リンリンごう鐸」と魔の力だけを石化する「聖気理力の矢」。神帝時の武器は魔気を封じる力がより強力になった「神鐸剣」。ゲンキには「フーにゃん」と呼ばれている。
第43話で他の地層から戻ってきた若神子たちも全員合流した。
ピーター神子→神帝ピーター
声 - 雪野五月
子供っぽい若神子。聖星ピエトロの影響で、普段は凛々しく少しキザだが、思い通りにならないことがあると幼児退行し、ワガママの甘えん坊な泣き虫になる。しかし、自分や相手の性格をきっちり把握し利用するしたたかな一面もある。一本釣帝と同様に記憶があり、若神子内で望まぬ戦いを繰り広げる。真相を知り、一本釣帝と同じく今までの自身の行動を激しく後悔し、一時は自責の念に耐え切れずアリババに八つ当たりしていたが、かつての仲間たちの励ましのおかげで晴れて戻ることができた。
武器は「聖星剣（セントスターソード）」。神帝時の武器は氷の力を持つ「星氷剣」。他に虹の架け橋を描く移動術「レインボーアーチ」を使う。ゲンキには「ピーくん」と呼ばれている。
第43話で他の地層から戻ってきた若神子たちも全員合流した。

### 天魔界

#### 悪魔（未来）
ウサギ（スーパーデビル）
声 - 青野武
ウサギの体を器としているが、その正体は未来世界の悪魔スーパーヘッドであるスーパーデビル。詳細はスーパーデビルを参照。
サタンマリア
声 - 江森浩子
天魔界No.2ヘッド。ウサギ（スーパーデビル）により先祖である氷ミコの体に、時空を超えてきた若神子の理力（天子男ジャックを除く）を注ぎ込まれ、未来から召喚される。しかし、セブンシールドの力により氷ミコの体から追い出され、未来へ送り返された。

### 次界
ピア・マルコ
声 - 藤田淑子
『新ビックリマン』の主人公。まとばに平和が訪れた後、超聖神にも感知できない力でまとば世界に落ちてきた。ヘッドロココとワンダーマリアの息子で、氷ミコの遠い子孫。ゲンキと同じく大食漢。

## 用語
大ソライ塔（おおソライとう）
この宇宙の象徴である、万物の秤のようなもの。大きりえ師いわく「宇宙の全てを包み込むほど大きく、胸の中にしまえるほど小さい」。「初地層」「起水層」「承火層」「転風層」「結空層」の五層で構成されている。小さい大ソライ塔は一人一人の胸の内にあり、心の揺れ具合を示している。大きな大ソライ塔は宇宙全体のマシロ、マクロのバランスを示す指標となっている。
大飛び岩
真白域へ向かう船。七因王が所有する7つのヘブンストーンを動力源に動作する。ジェロの持つ聖ラー真盤で操縦が可能。
キラキラットスター
マシロ側の最終兵器。全世界をマシロ化することができる。若神子がディアナのもとに揃うことで制御が可能になる。BM大魔星の発動により劣勢となったマシロ側に勝利を齎すべく超聖使たちの手によりBM大魔星へぶつけられた。
七福士
吉福神の抱えた宝船に乗っている7人の神。吉福神が選んだ今日のラッキーカラーによって登場する。そして、それぞれがゲンキもしくは仲間に何か幸運を授ける。ときどき、出番が終わったあとも居残ってその世界を楽しんでいることもある。
新守
まとば生まれの全く新しいタイプのお守り。クロノズーがゲンキとジェロの力を見て命名した。天使にも悪魔にも今までのお守りにもない未知の力を秘めている。シールでは、光動鬼ウルフライ、気光子氷ミコ、天舞ホワイトイカロス、幻子テンマ、天児スサノ、男一本ドッコ、騎神子アリ、妖精メイド7も新守扱いになっている。
超空間
キラキラットスターとBM大魔星が融合して生まれた、真白でも真黒でもない異空間。超聖神の力さえ撥ね退け、全宇宙を消滅させかねないほどの力を持つ。超空間の中心体は角の生えた髑髏のような禍々しい姿をしており、周囲に漂う岩を集めて体を形成することもできる。間違った力が合わさって生まれた自らの存在理由に苦悩している。体が付いた状態は「モーグの怖いイメージ」を意識してデザインされている。
超聖神
世界を創生した神。超聖神は未来を見通すことができるが自分の未来は見通せないという特性を持つ。この世界には真白域の超聖神ディアナと真黒域の超聖神クロノズーの二人が存在し、互いの支配地域の壊滅を目的に戦争を続けている。両者とも真に望む物は世界の平和であり、最終決戦において直接戦うことで和解を遂げていく。
天聖界
未来にある天使たちの世界。
天魔界
天聖界と同じく未来にある悪魔たちの世界。スーパーデビルの策謀により、凶悪な悪魔たちの魂がまとばへ呼び寄せられた。
七因王
若神子の先祖であるまとば世界の英雄。クロノズーの強力なマクロの力と、七因王が大ソライ塔に封印されてしまったために、宇宙そのものである大ソライ塔が崩壊してまとばを覆いつくしてしまった。そのため宇宙のバランスが乱れてしまったが、宇宙の秩序を取り戻すため、聖ズーを使い、若神子を未来から呼び寄せた。聖ズーの力を借りてまとばに来ることはできても短時間しか活動できない状態におかれていたが、若神子がそれぞれの先祖の七因王と出会って封印がとかれ、大ソライ塔も修復し、真白域への道が開けた。第42話で残りの若神子と七因王を待つだけだった。
妖精（ニンフ）メイド7
七因王の首飾りにいる、七因王の分身。ゲンキのひかりセブンと共にセブンシールドのパーツにもなる。また、若神子を神帝へパワーアップさせたり、大ソライ塔において七因王の封印場所へ導いたりもした。この首飾りは当初はそれぞれの若神子に託されていたが、最終的にはゲンキに託された。
第43話で若神子たちは七因王にペンダントを返却した。
BM大魔星（ビーエムだいませい）
マクロ側の最終兵器。全世界をマクロ化することができる。起動には超聖使クラスの犠牲が必要。
まとば
お守りの暮らす世界。真白域と真黒域の中間（グレーゾーン）に位置する。
真黒域（マクロ）
クロノズーが治める世界。
真白域（マシロ）
ディアナが治める世界。
マシロード
まとば世界の果てから真白域の入口へ一気に移動できる空間。七因王の船である大飛岩で移動する。強力なマシロエネルギーが渦巻いており、大飛岩がフルパワーが出せないと安全に航海することが難しい。
モンモンタイム
ネロクィーンやイエロスが、天使やお守りたちを悪魔へと変換させる過程で繰り広げられる寸劇。ネロクィーンが発動する際には、心変わりを誘発させるタイミングやマクロシールの使用など発動条件がある。イエロスは、効果のより強力なスーパーモンモンタイムを無条件で発動することができる。
若神子
この世界の命運を握っている、後の未来で神帝と呼ばれる伝説の天使たち。七因王が聖ズーを使い、まとばに呼び寄せた。その際七因王の人格の影響を受けており、まとばに来る前とは多少違う性格になっている。無縁ゾーンを旅している時にまとばに召喚され、時空移動の影響で記憶と共にパワーアップ形態を失った。7若神子が揃い、心を一つにしたことで七因王の分身である妖精（ニンフ）メイド7が出現し、その理力で神帝に戻ることができた（ただし平常時は若神子の姿）。それ以降は強い理力を注がれたり、7人揃っている時は天聖陣を組んだりすることで神帝に変身している。
最終話では、未来へ戻った際に再び時空を越えた影響でゲンキたちやまとばでの旅の記憶は失われてしまったが、ゲンキたちとの心の絆は失われず、若神子の大きな支えとなる。第42話で残りの若神子と七因王を待つだけだった。

## スタッフ
- シリーズディレクター - 古賀豪
- シリーズ構成 - 隅沢克之、三条陸（第20話 - ）
- キャラクターデザイン - 青山充
- メカニックデザイン - 佐藤元
- チーフアニメーター - 直井正博
- 色彩設計 - 豊永真一
- 美術デザイン - 本多敬
- 編集 - 後藤正浩
- 音楽 - 猪股義周、本田洋一郎
- 製作担当 - 額賀康彦
- プロデューサー - 梶淳、櫻田博之（ - 第26話）、鷲田正一
- 連載 - コロコロイチバン!
- 制作協力 - 東映
- 制作 - テレビ朝日、東映アニメーション

## 主題歌
オープニングテーマ
「祝!(ハピ☆ラキ)ビックリマン」
歌 - 高取ヒデアキ / 作詞・作曲 - 高取ヒデアキ / 編曲 - 川瀬智

エンディングテーマ
「あっちの世界はほっちっち」（第1話 - 第29話、第34話 - 第45話）
歌 - 弁財アキ（田中真弓） / お囃子 - スーパーゼウス（八奈見乗児）、ネロクイーン（沢海陽子）、聖光ゲンキ（木内レイコ）
作詞 - 柚木美祐 / 作曲 - Mayu / 編曲 - 大石憲一郎
「オバハンの独り言」（第30話 - 第33話）
歌 - 弁財アキ（田中真弓） / 作詞 - 三条陸 / 作曲・編曲 - 猪股義周

挿入歌
「愛のマトバロボ ラ・キーン」（第33話）
歌 - 水木一郎、堀江美都子 / 作詞 - 三条陸 / 作曲・編曲 - 猪股義周
「スーパーゼウスのテーマ」（第45話）
歌 - J.M.F / 作詞 - 谷穂ちろる / 作曲 - タケカワユキヒデ / 編曲 - KAZZ TOYAMA

## 各話リスト
| 話数   | 放送日          | サブタイトル                                                    | 脚本            | （絵コンテ） 演出       | 作画監督   | 美術       |
| ------ | --------------- | --------------------------------------------------------------- | --------------- | ----------------------- | ---------- | ---------- |
| 第1話  | 2006年 10月15日 | 天使と悪魔でモンモンタイム!オレが歩けばラッキーにあたる!!       | 隅沢克之        | 古賀豪                  | 直井正博   | 本多敬     |
| 第2話  | 10月22日        | 激辛アッヒー!ゲンキVSヤマト王子!!                               | 隅沢克之        | 中島豊                  | 佐久間信一 | 杦浦正一郎 |
| 第3話  | 10月29日        | 恋してペロリ〜ン!裏切御免のウルフライ!!                         | 三条陸          | 山田徹                  | 今木宏明   | 吉田智子   |
| 第4話  | 11月5日         | キラリ〜ンいい仕事!助っ人男ジャック参上!!                       | 三条陸          | 今澤哲男                | 佐伯哲也   | 本多敬     |
| 第5話  | 11月12日        | 太ったキミは美しい!白雪のアンチダイエット!!                     | 長谷川圭一      | 細田雅弘                | 山崎展義   | 杦浦正一郎 |
| 第6話  | 11月19日        | 熟年離婚はオソロシ〜!無口でラブリ〜?!牛若天子                   | 長谷川圭一      | 門由利子                | 梨澤孝司   | 本多敬     |
| 第7話  | 11月26日        | 迷い道ク〜ネクネ!十字架ハートはドン底ラッキー!!                 | 富田祐弘        | （入好さとる） 中島豊   | 佐久間信一 | 吉田智子   |
| 第8話  | 12月3日         | 引きこもった若神子!アリババ、ガガ〜ンと大妄想!!                 | 三条陸          | 貝澤幸男                | 直井正博   | 本多敬     |
| 第9話  | 12月10日        | エリマッキーの嵐!仲良しシロロで大ゲンカ!?                       | 隅沢克之        | 山田徹                  | 今木宏明   | 杦浦正一郎 |
| 第10話 | 12月17日        | ありえナッシング!敵は龍宮城の一本釣帝!!                         | 長谷川圭一      | 今澤哲男                | 佐久間信一 | 本多敬     |
| 第11話 | 12月24日        | 恋のラ・ラ・ラ・ラ〜メン源郷!俺たちはチャーシューじゃない!!     | 浦沢義雄        | 細田雅弘                | 山崎展義   | 吉田智子   |
| 第12話 | 2007年 1月21日  | カンペッキ〜VSム〜ダダヨ!ジェロ、お前はお荷物だ!!               | 三条陸          | （大塚健） 中島豊       | 佐伯哲也   | 本多敬     |
| 第13話 | 1月28日         | アザブっ!セレブっ!!ネガティブっ!!!3人の十字架天使               | 長谷川圭一      | 門由利子                | 佐久間信一 | 杦浦正一郎 |
| 第14話 | 2月4日          | ヤマト大変身!ピ〜くん、大人は嫌いでチュ!!                       | 長谷川圭一      | （古賀豪） 岩井隆央     | 梨澤孝司   | 本多敬     |
| 第15話 | 2月11日         | あ〜ちす島でコトブッキー!ジェロ&ネロ、許されざる愛…             | 戸塚直樹        | 山田徹                  | 直井正博   | 常盤庄司   |
| 第16話 | 2月18日         | らぶらぶムッハ〜!魯神フッドはアイツに夢中!!                     | 三条陸          | 今澤哲男                | 今木宏明   | 本多敬     |
| 第17話 | 2月25日         | ピョピョ〜ンとまるわかり!これが“ひかり伝”の戦い?!               | 隅沢克之        | 中島豊                  | 佐久間信一 | 杦浦正一郎 |
| 第18話 | 3月4日          | ヌハハハッと因縁対決!スーパーゼウスVSスーパーデビル!!           | 浦沢義雄        | 細田雅弘                | 山崎展義   | 本多敬     |
| 第19話 | 3月11日         | 浪花節だよダンさんは!極楽マッサージあっ・ウ〜〜ン!!             | 三条陸          | 門由利子                | 佐伯哲也   | 常盤庄司   |
| 第20話 | 3月18日         | ゲンキの雄叫び!真ヒィィィロォォォ誕生ぉッ!!                     | 三条陸          | （古賀豪） 松阪弘       | 佐久間信一 | 本多敬     |
| 第21話 | 3月25日         | 危ないモンモン!!解散!ニャンニャンチアリーダーズ                 | 富田祐弘        | 山田徹                  | 今木宏明   | 杦浦正一郎 |
| 第22話 | 4月1日          | バトル・ニンニク・ロワイヤル!プロレス愛の卍固め!!               | 浦沢義雄        | 今澤哲男                | 直井正博   | 徳重賢     |
| 第23話 | 4月8日          | 君は萌えに死ねるか?!い・け・な・いウルフトラップ!!              | 隅沢克之 三条陸 | （入好さとる） 中島豊   | 佐久間信一 | 本多敬     |
| 第24話 | 4月15日         | ワンワン・ワーキングプア〜!給料返せ花咲か仙人!!                 | 戸塚直樹        | 細田雅弘                | 三井寿     | 杦浦正一郎 |
| 第25話 | 4月22日         | 恋の堕天使トライアングル!もう戻れない…魔性の花園!!              | 長谷川圭一      | （志田直俊） 松阪弘     | 小松こずえ | 本多敬     |
| 第26話 | 4月29日         | シルバーエイジ・ザ・グレート!からくり忍術大合戦!!               | 富田祐弘        | （大塚健） 山田徹       | 梨澤孝司   | 徳重賢     |
| 第27話 | 5月6日          | マシンガン・ベラベ〜ラ!ウッシ〜が語る若神子の秘密!!             | 三条陸          | 門由利子                | 今木宏明   | 本多敬     |
| 第28話 | 5月13日         | 大ソライ塔の謎!スットーンと最強の悪魔登場?!                     | 三条陸          | （入好さとる） 中島豊   | 佐伯哲也   | 秋山健太郎 |
| 第29話 | 5月20日         | 7人のマエムッキー!救え愛しのフェニックス様ぁぁっ!!              | 三条陸          | 古賀豪                  | 直井正博   | 本多敬     |
| 第30話 | 5月27日         | 温泉ポロリでニッコリ〜!?フェニ様歓迎!湯けむりバラエティ         | 長谷川圭一      | 今澤哲男                | 佐久間信一 | 徳重賢     |
| 第31話 | 6月3日          | コントだ落語だマンザイだ!三大芸人、まとば最大の決笑戦!!         | 浦沢義雄        | 山田徹                  | 小松こずえ | 本多敬     |
| 第32話 | 6月10日         | 温泉プロファイラーの(秘)事件簿!消えたフェニ様、逆転のトリック!! | 富田祐弘        | 細田雅弘                | 山崎展義   | 杦浦正一郎 |
| 第33話 | 6月24日         | さらば温泉の日々…ブラ〜ッとグルメ秘境旅                         | 戸塚直樹        | （志田直俊） 松阪弘     | 梨澤孝司   | 本多敬     |
| 第34話 | 7月8日          | カ〜ンっと今こそカガヤッキー!復活!!ヘッドロココ様               | 三条陸          | （大塚健） 岩井隆央     | 石野聡     | 杦浦正一郎 |
| 第35話 | 7月15日         | パンチDEニャオ〜ン!らぶのりフィ〜リング大作戦!!                 | 富田祐弘        | 中島豊                  | 佐久間信一 | 徳重賢     |
| 第36話 | 7月22日         | ドリームジャンボオヤジ!ギラッと魅せる真夏のモテ技!!             | 浦沢義雄        | 門由利子                | 今木宏明   | 本多敬     |
| 第37話 | 7月29日         | 悪魔が来たりてゲ〜ロゲロ!六つ墓の呪いじゃ〜っ!!                 | 井上敏樹        | 今澤哲男                | 佐伯哲也   | 杦浦正一郎 |
| 第38話 | 8月5日          | 銀田一最後のミステリー!この結末だけは話したくなかった…          | 井上敏樹        | 山田徹                  | 小松こずえ | 本多敬     |
| 第39話 | 8月12日         | 撮影所はロードショ〜ック!悩める巨匠の天国と地獄!!               | 戸塚直樹        | 細田雅弘                | 小山知洋   | 杦浦正一郎 |
| 第40話 | 8月19日         | さらば麗しのネロクイーン…愛の3バカたち!!                        | 長谷川圭一      | （入好さとる） 中島豊   | 直井正博   | 鹿野良行   |
| 第41話 | 8月26日         | 曇りのちハバタッキー?!翼の折れたヒミヒミ…                       | 長谷川圭一      | （古賀豪） 広嶋秀樹     | 梨澤孝司   | 本多敬     |
| 第42話 | 9月2日          | ついにそろったオールスター!止めてくれるなマシロード!!           | 三条陸          | 門由利子                | 佐久間信一 | 徳重賢     |
| 第43話 | 9月9日          | らぶウォーズ最前線!罪深き背徳の十字架!!                         | 三条陸          | （今澤哲男） 中島豊     | 今木宏明   | 杦浦正一郎 |
| 第44話 | 9月16日         | ファイナルI･悪魔のハンゲッキー!デビル完全復活!!                 | 三条陸          | 山田徹                  | 佐伯哲也   | 鹿野良行   |
| 第45話 | 9月23日         | ファイナルII・天使のショーゲッキー!さらばゼウス様!!             | 三条陸          | （入好さとる） 広嶋秀樹 | 石川修     | 本多敬     |
| 第46話 | 9月30日         | ファイナルIII・お守りハピラッキー!まとばより愛をこめて…         | 三条陸          | 古賀豪                  | 小松こずえ | 徳重賢     |

## 放送局
| 放送期間（または、放送体制）   | 放送時間           | 放送局       | 対象地域   | 備考   |
| ------------------------------ | ------------------ | ------------ | ---------- | ------ |
| 2006年10月15日 - 2007年9月30日 | 日曜 6:30 - 7:00   | テレビ朝日   | 関東広域圏 | 制作局 |
| 遅れネット                     | 火曜 16:00 - 16:30 | 秋田朝日放送 | 秋田県     |        |

## 関連商品
DVD
東映から販売されているTVシリーズを収録したDVD。毎巻4話収録で、初回版のみ限定ビックリマンシールを3枚封入している。
- vol.1 - 2007年3月21日発売。1話 - 4話収録。特典映像：TV予告編。
- vol.2 - 2007年4月21日発売。5話 - 8話収録。特典映像：ノンスーパーOP
- vol.3 - 2007年5月21日発売。9話 - 12話収録。特典映像：ノンスーパーED 天使バージョン
- vol.4 - 2007年6月21日発売。13話 - 16話収録。特典映像：ノンスーパーED 悪魔バージョン
- vol.5 - 2007年7月21日発売。17話 - 20話収録。特典映像：ノンスーパーED お守りバージョン
- vol.6 - 2007年8月3日発売。21話 - 24話収録。
- vol.7 - 2007年9月21日発売。25話 - 28話収録。
- vol.8 - 2007年10月21日発売。29話 - 32話収録。
- vol.9 - 2007年11月21日発売。33話 - 36話収録。
- vol.10 - 2007年12月7日発売。37話 - 41話収録。
- vol.11 -2008年1月21日発売。42話 - 46話（最終話）収録。

CD
祝!ビックリマン 主題歌
2006年11月2日にコロムビアミュージックエンタテインメントから発売されたマキシシングル。「祝（ハピ☆ラキ）ビックリマン」と「あっちの世界はほっちっち」を収録。
祝!ビックリマン オリジナルサウンドトラック
2007年7月4日にコロムビアミュージックエンタテインメントから発売されたサウンドトラックCD。